# Alfred Grimm (Ägyptologe)
Alfred Grimm (* 3. Februar 1953 in München) ist ein deutscher Ägyptologe, Experte für Fragen der Wissenschafts- und Sammlungsgeschichte sowie Provenienzforscher.

## Leben
Alfred Grimm studierte ab 1974 Ägyptologie, Assyriologie, Kunstgeschichte und Philologie des Christlichen Orients an der Universität München. 1986 wurde er mit der Arbeit „Die altägyptischen Festkalender in den Tempeln der griechisch-römischen Epoche“ promoviert. Von 1978 bis 1990 war Alfred Grimm Mitarbeiter an der Akademie der Wissenschaften und der Literatur in Mainz. Zudem arbeitete er von 1984 bis 1990 als wissenschaftlicher Mitarbeiter und anschließend als Akademischer Rat am Institut für Ägyptologie der Universität München. Darauffolgend war Alfred Grimm am Staatlichen Museum Ägyptischer Kunst in München in verschiedenen Positionen als Konservator, später Ober- und Hauptkonservator, und von 1997 bis 2014 als stellvertretender Direktor tätig. Von 2014 bis zu seinem Ruhestand 2018 war Grimm Leiter des Referats Provenienzforschung am Bayerischen Nationalmuseum in München. Gleichzeitig war er von 2015 bis 2019 Gründungsvorsitzender des Forschungsverbundes Provenienzforschung Bayern, dessen Ehrenvorsitzender er seit 2019 ist.

## Schriften (Auswahl)
- Silber für das Reich. Silberobjekte aus jüdischem Eigentum im Bayerischen Nationalmuseum. München 2019.
- mit Isabel Grimm-Stadelmann: Fürsten und Pharaonen – Ägypten in Bayern. Deutscher Kunstverlag, München 2011, ISBN 978-3-422-07082-0.
- mit Isabel Grimm-Stadelmann: Eine Zitherpartie auf dem Nil. Die Orientreise von Herzog Maximilian in Bayern und seine Orientalische Sammlung. Staatliches Museum Ägyptischer Kunst, München 2009, ISBN 978-3-00-028288-1.
- mit Sylvia Schoske (Hrsg.): Winckelmann und Ägypten. Die Wiederentdeckung der ägyptischen Kunst im 18. Jahrhundert. Ausstellungskatalog. Lipp, München 2005, ISBN 3-87490-724-4.
- mit Hermann A. Schlögl: Das thebanische Grab Nr. 136 und der Beginn der Amarnazeit. Harrassowitz, Wiesbaden 2005, ISBN 3-447-05132-9.
- mit Sylvia Schoske (Hrsg.): Das Geheimnis des goldenen Sarges. Echnaton und das Ende der Amarnazeit. Ausstellungskatalog, München 2001 (= Schriften aus der Ägyptischen Sammlung. Band 10). Staatliches Museum Ägyptischer Kunst, München 2001, ISBN 3-87490-722-8.
- Rilke und Ägypten. Fink, München 1997, ISBN 3-7705-2929-4.
- Die altägyptischen Festkalender in den Tempeln der griechisch-römischen Epoche. Harrassowitz, Wiesbaden 1994, ISBN 3-447-02824-6 (Dissertation).
- Joseph und Echnaton: Thomas Mann und Ägypten. von Zabern, Mainz 1992